# Leptocerus souta
Leptocerus souta är en nattsländeart som beskrevs av Mosely in Mosely och Douglas E. Kimmins 1953. Leptocerus souta ingår i släktet Leptocerus och familjen långhornssländor. Inga underarter finns listade i Catalogue of Life.